# Orden José Cecilio del Valle
La Orden Civil José Cecilio del Valle es una condecoración que entrega el Gobierno de la República de Honduras y que fue creada en fecha 3 de octubre de 1957. El nombre lo lleva en honor del abogado José Cecilio del Valle que fue un estadista hondureño, que también se desenvolvió como representante de Honduras, Guatemala y fue diputado en el Primer Imperio Mexicano.

## Descripción

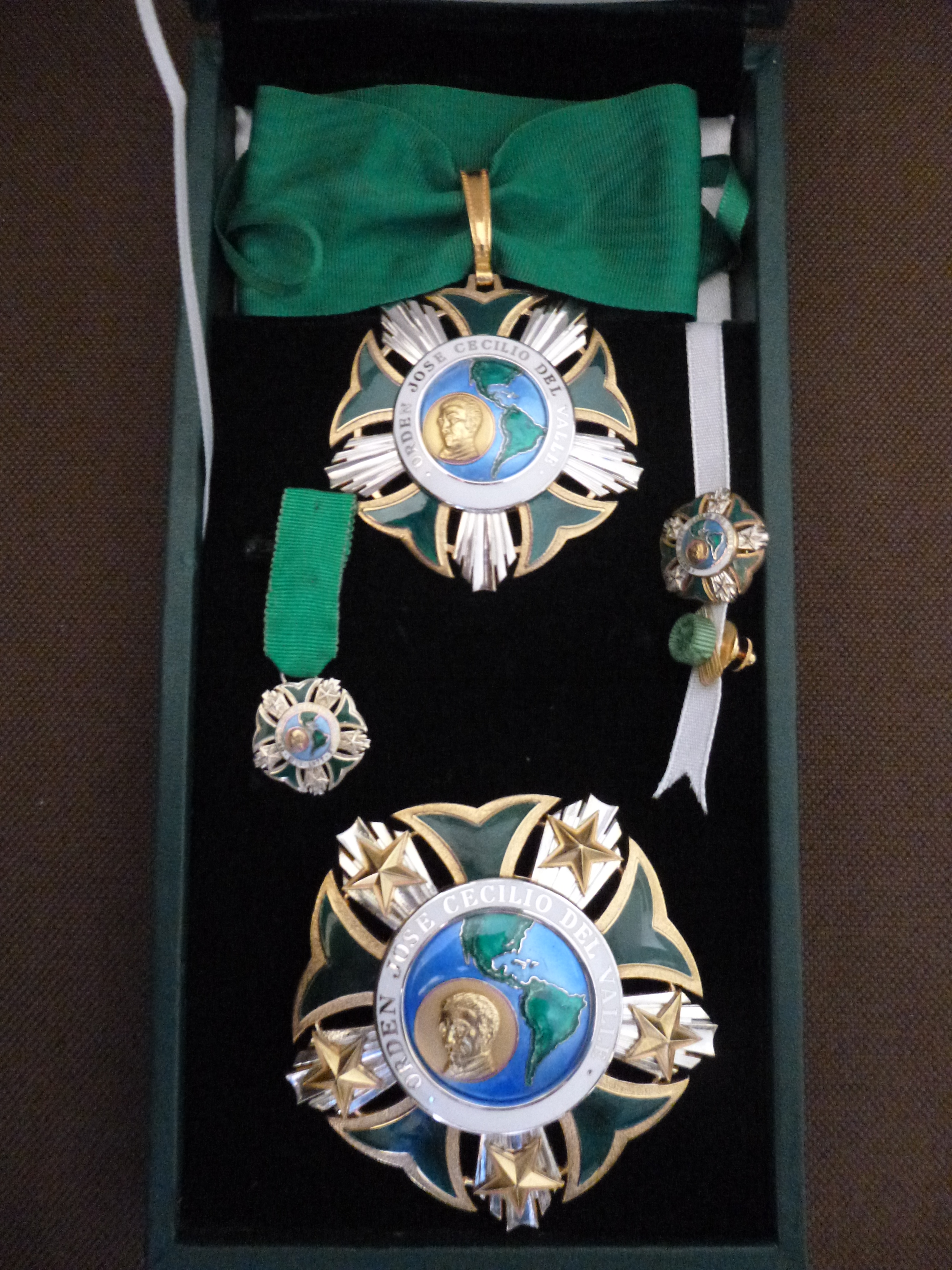
Placa, Venera, miniaturas y roseta del grado de Gran Oficial de le Orden Civil José Cecilio del Valle.

La Orden Civil José Ceciclio del Valle fue regulada el 14 de noviembre de 1978, por resolución de la Junta Militar de Gobierno de la República de Honduras, en cumplimiento del Decreto 121 del 2 de febrero de 1971, del Congreso Nacional de la República.
El decreto establece que "La Orden Civil "José Cecilio del Valle" se concederá a nacionales y extranjeros, mediante Resolución del Consejo de la Orden y por Acuerdo emitido por medio de la Secretaría de Relaciones Exteriores. Tiene por objeto significar el reconocimiento de la Patria a aquellos hondureños que hayan enaltecido a la Patria con su aporte a la Ciencia y la Cultura, o por el ejercicio ejemplar de virtudes ciudadanas; a los jefes de Estado, Diplomáticos y demás funcionarios extranjeros cuyas actuaciones tiendan a fortalecer la estructura y los propósitos del Sistema Interamericano; y a los intelectuales extranjeros que hayan hecho relevante labor en pro de la Solidaridad Continental o hayan defendido la dignidad soberana y el prestigio internacional de Honduras.
La Orden comprende los siguientes grados:
- Gran Collar
- Gran Cruz Placa de Oro
- Gran Cruz Placa de Plata
- Gran Oficial
- Comendador
- Oficial
- Caballero

Las insignias de los diferentes grados son descritas en el Decreto de la siguiente manera:
- Gran Collar: Formado por varias piezas entrelazadas por eslabones en cadena que unen, alternos, escudo de Centroamérica y pensamiento de Valle, terminando con una

Cruz en dorado y con esmaltes que tienen por fondo un mapa de América y la figura de Valle.
- Gran Cruz de Oro: de 75 mm de diámetro, teniendo igualmente, por fondo el mapa de América y la figura de Valle. La Cruz tendrá 5 estrellas doradas.

Venera para la Banda, de 50 mm de diámetro, toda en dorado. La Banda será de color verde con bordes dorados de 10 mm de anchura.
- Gran Cruz de Plata: igual a la anterior. Únicamente las estrellas serán plateadas y la Banda, siempre de color verde, tendrá los bordes de 10 mm de color plata.
- Gran Oficial: Placa igual a la de la Gran Cruz diferenciándose de ella por las ráfagas que van en Plata.
- Comendador: Cinta verde de la que cuelga una Cruz, igual a la venera de la Banda.
- La Cruz de Oficial: es igual a la Venera de la Banda toda en verde, con estrellas doradas.
- La Cruz de Caballero: es igual que la anterior pero llevando las estrellas en plata.

El otorgamiento de esta condecoración en cualesquiera de sus grados, corresponde al Presidente de la República, a propuesta del Consejo de la Orden, que él presidirá y que estará formado por tres miembros propietarios y tres suplentes, siendo su Canciller el Secretario de Relaciones Exteriores y su Secretario el director del Ceremonial o Jefe de Protocolo, por ausencia del Presidente de la República, presidirá al Secretario de Relaciones Exteriores.
| Cintas    | Cintas  | Cintas     | Cintas       | Cintas                   | Cintas                 | Cintas      |
| --------- | ------- | ---------- | ------------ | ------------------------ | ---------------------- | ----------- |
| Caballero | Oficial | Comendador | Gran Oficial | Gran Cruz Placa de Plata | Gran Cruz Placa de Oro | Gran Collar |

## Condecorados
- Miguel Antonio Alvarado Ordóñez[Nota 1] Premio Nacional de Ciencias “José Cecilio del Valle”,
- Fernando Tomé Abarca(2015)
- Carlos Morales Troncoso
- Leonel Fernández
- Luis Landa Escober (1954)
- Víctor Cáceres Lara (1979)
- Isabel Gutiérrez de Bosch
- José Antonio Velásquez
- Eduardo Stein, Gran Cruz Placa de Oro (29 de noviembre de 2007)[2]
- Ana Vilma de Escobar, Gran Cruz Placa de Oro (29 de noviembre de 2007)[2]
- Elvin Santos Ordoñez, Gran Cruz Placa de Oro (29 de noviembre de 2007)[2]
- Rebeca Arias[3]
- Armando Valladares, Comendador (noviembre de 2009)
- Alejandro Peña Esclusa, Comendador (noviembre de 2009)
- Juan Zaratiegui Biurrun, Gran Oficial (11 de febrero de 2011)[4][5]
- Anne Chapman
- George Alleyne
- Nadine M. Hogan[6]
- Monseñor Rómulo Emiliani, Gran Cruz Placa de Plata (19 de diciembre de 2011)[7]
- Julissa Reynoso, Gran Cruz Placa de Plata (27 de abril de 2012)[8]
- Miguel Ángel Ruiz Matute, Gran Oficial (20 de septiembre de 2012)[9]
- Miguel Manzi
- Marco Tulio Medina, Gran Cruz Placa de Plata (2008)
- Jorge Hernán Miranda Corona, Gran Cruz Placa de Plata (7 de abril de 2014)[10]
- Alfonso Fortín
- Andrés Manuel López Obrador, Gran Cruz Placa de Oro (6 de mayo de 2022)[11]